# Viviana Paletta
Viviana Paletta (Buenos Aires, 1967) es una poetisa argentina-española, narradora, crítica y editora. Reside en Madrid.

## Reseña biográfica
Licenciada en Filología hispánica por la Universidad Complutense de Madrid. Es editora. Cofundadora y directora editorial de Veintisiete letras. Ha realizado diversos trabajos de crítica literaria entre los que destaca la compilación y el estudio de Cuentos completos de Rodolfo Walsh.

## Libros de poesía
- 2002: Tríptico de la cruz («Cuerpo», «Luz de nevada» y «Ventanas en el cielo»), Catálogo de exposición Sobre cruces [pinturas de Jorge Cano Cuenca, Gianni Ferraro y Ana del Arco], Fundación Municipal de Cultura, Ayuntamiento de Valladolid, 2002.
- 2003: El patrimonio del aire (Estruendomudo. Prólogo de Gustavo Valle).
- 2010: Las naciones hechizadas (El Otro, el Mismo, Mérida, Venezuela. Prólogo de  Marina Llorente).
- 2017: Las naciones hechizadas[2] (Edición revisada. Amargord, colección Once. Prólogo de Óscar Curieses).
- 2018: Arquitecturas fugaces[3][4] (Ediciones La Palma. Prólogo de Ángel Zapata).

## Novelas
- 2024: La espesura del cielo (Editorial Los Libros De La Mujer Rota).

## Trabajos de crítica literaria
- 1993: «La utopía en Paradiso de Lezama Lima», en revista La Página, núm. 17, Santa Cruz de Tenerife, 1993.
- 1995: Reseña sobre La pesquisa, de Juan José Saer, en Boletín de Estudios Clásicos de la Asociación de Estudios Clásicos, Madrid, julio de 1995.
- 1997: «Los mitos en Julio Cortázar: una aproximación a lo sagrado», publicada en las Actas del Congreso Internacional de Literatura Iberoamericana y Tradición Clásica, Barcelona-Valencia, octubre de 1997.
- 1998: Con Constanza Meyer, «Borges: entre la lectura y Occidente», en revista El caldero de la escuela, núm. 63, Buenos Aires, octubre de 1998.
- 2004: Ponencia «La vida de un libro», en el taller de Ana Rossetti, Las palabras enamoradas, Curso de Verano 2004, Roquetas de Mar-Aguadulce, Universidad de Almería, 26-30 de julio de 2004.
- 2005: Ponencia «Susana Constante: la resistencia silenciosa», en III Jornadas Americanistas de Otoño, Literatura argentina transnacional. Nuevos ámbitos y fronteras, CSIC. Escuela de Estudios Hispano-Americanos, Universidad de Sevilla, Sevilla, 17 y 18 de noviembre de 2005.
- 2006: «Bajo el signo de Diana. Acerca de la poética de Alejandra Pizarnik», en Iris M. Zavala (comp.), Cuerpos y escrituras, La Palma de Gran Canaria, La Página.
- 2010: Edición y estudio introductorio «Walsh: el oficio de narrar», en WALSH, Rodolfo, Cuentos completos (Veintisiete letras).
- 2013: Prólogo a El escenario, de Agustina Roca, XI Premio Internacional de Poesía «León Felipe», Toledo, Ediciones Celya.
- 2014: Edición y prólogo de antología de cuentos de GARMENDIA, Salvador, Los peligros de Paulina (Salto de página).
- 2014: «Susana Constante: la resistencia silenciosa», en revista Letterature d'America (Roma), n. 148, a. XXXIV, 2014.

## Antologías de poesía en las que está incluida
- 2003: VV.AA., Estruendomudo (Estruendomudo).
- 2006: GALARZA, Rodrigo, Los poetas interiores (Amargord).
- 2013: BENEGAS, Noni, Poemas y poetas argentinos (Huerga & Fierro).
- 2017: LLORENTE, Marina, Activism Through Poetry: Critial Spanish Poetry in Translation (Hamilton Books).
- 2021: VV.AA., Que apartes de mí este cáliz. Antología poética hispano-brasileña contra la violencia de género. (Ayuntamiento de Morille, Salamanca).
- 2021: VV.AA., Amaruka, disonancia de la serpiente. Poetas latinoamericanos en la peninsula ibérica, edición y selección de Freddy Ayala y Jorge Coco Serrano, Madrid, (Editorial Polibea).
- 2024: VV.AA., Palabra ya horizonte. (Encuentro de diez poéticas argentinas en España), (Lastura Ediciones).

## Antologías de cuentos en las que está incluida
- 2001: «Desahucio», Revista Número, núm. 30, Bogotá, septiembre de 2001, (www.revistanumero.com).
- 2002: «Desahucio», Sábado, suplemento cultural de Unomásuno, México, 6 de abril de 2002.
- 2005: «Para que no te vayas»: SAMPERIO, Guillermo, Di algo para romper este silencio. Celebración por Raymond Carver (Lectorum, México).
- 2005: «Desahucio», en www.losnoveles.net (revista virtual de Boca Ratón, Florida, EE. UU.), verano de 2005.
- 2006: «Las flores de Tántalo»: BUSTOS, Carlos; EUDAVE, Cecilia; LUIS, Salvador, Antología de seres de la noche (Coedición de Ediciones del Plenilunio y Letra Roja Publisher, Guadajara (México) y Orlando (EE. UU.).
- 2006: «Cena íntima»: Revista Eñe, núm. 5, primavera de 2006.
- 2007: «Llull»: EUDAVE, Cecilia; LUIS, Salvador, El arca. Bestiario y ficciones de treintaiún narradores hispanoamericanos (Sangría editora, Santiago).
- 2009: «Tierra»: OBLIGADO, Clara, Por favor, sea breve, 2. Antología de microrrelatos (Páginas de Espuma). Cuento premiado en "La bañera de Ulises".
- 2014: «En tránsito»: DONAYRE, José; ROAS, David, 201, Ediciones Altazor, Lima.
- 2019: «La sed del muerto»: PEIRE, Carmen; CIENFUEGOS, Isabel, Esas que también soy yo. Nosotras escribimos (Ménades editorial).

## Otros trabajos editoriales
- 2000-2008: Codirectora de la colección «Narrativa breve», Editorial Páginas de Espuma, donde publicó 19 antologías de cuentos españoles e hispanoamericanos temáticos.
- 2001-2002: Críticas de libros para la revista Cuadernos Hispanoamericanos (Madrid).
- 2004-2011: Críticas de libros para la revista La Aventura de la Historia (Madrid).

## Premios
- 1986: Primer premio de poesía en el I Certamen Literario para la Mujer Argentina «Alicia Moreau de Justo».
- 1989: Seleccionada en cuento y poesía en la Primera Bienal de Arte Joven de Argentina.